# 泰國鋸齒鯡
泰國鋸齒鯡為輻鰭魚綱鲱形目鲱科的其中一種，分布於亞洲湄公河流域，本魚體延長，吻鈍，前小齒顎突出，身體是黃色與銀白色橫帶，背鰭軟條16-27枚;臀鰭軟條16-27枚，體長可達7公分，棲息在淡水溪流，成群活動，以浮游生物為食，可做為食用魚。

## 擴展閱讀
維基物種上的相關：泰國鋸齒鯡